# 台湾世界语协会
台灣世界語協會是為了在台灣推廣世界語而成立的組織。该组织最早是在日治時期所成立，並與無政府主義運動極為密切，但後來便解散；直至1990年才又由有心人士成立。但是由於台灣主權問題，因此台灣世界語協會並不被國際世界語協會承認。

## 台灣世界語協會 (日治時期)
台湾世界语协会，是台湾曾經存在的一個推广世界语组织。在日治時代很活跃，尤其在1920至1930年代的台北。它继承儿玉四郎于1913年建立的日本世界语协会台湾支部，於艋舺設辦事處。与 1990 年建立的同名協會并无历史联系。
三十年代早期，此组织曾积极参与同世界语无关的政治活动。它曾经试图发表文章，以谴责日本侵略中国东三省的行为，但此文被日本监管当局封禁。后来它还参与反希特勒的联盟。
該協會曾發行綠蔭 (La Verda Ombro) 月刊。

## 台灣世界語協會 (1990-)
現存的台灣世界語協會 成立於1990年，曾位於台北縣中和市（今新北市中和區），目前位於屏東縣屏東市。有通訊名單，沒有憲章或會員制度。會長為伊朗籍教師 Reza Kheir-Khah。

## 外部連結
- 台灣世界語協會（現存團體）